# Кріпосний Зілаїр (присілок)
Кріпосний Зілаї́р (рос. Крепостной Зилаир, башк. Крепостной Йылайыр) — присілок (колишнє селище) у складі Баймацького району Башкортостану, Росія. Входить до складу Ішбердинської сільської ради.
Населення — 142 особи (2010; 169 в 2002).
Національний склад:
- росіяни — 59%